# Argub
Argub o el-Argub (àrab: العركوب, al-ʿArgūb; amazic estàndard marroquí: ⵄⴰⵔⴳⵓⴱ, ℇargub), és un municipi del Sàhara Occidental, situat a la costa de l'oceà Atlàntic. Segons el cens del 2004, tenia 5.345 habitants. Des del 1989 està agermanat amb Sabadell.
A la província de Tindouf, al camp de refugiats de Dakhla, s'hi troba la daira d'Argub, amb la qual Sant Cugat del Vallès està agermanada des de l'any 2000.